# Abbas Bader el-Dine
Pour les articles homonymes, voir El-Din.
Abbas Hussein Bader el-Dine (en arabe : عباس بدر الدين ; transcriptions alternatives : Badr el-Din ou Badreddine) né le 28 février 1938 à Nabatiyeh (Liban du Sud), est un journaliste, fondateur, directeur et rédacteur en chef de l'Agence wakalett akhbar lubnan, et conseiller politique, porté disparu après une visite effectuée en Libye le 25 août 1978. Il accompagnait lors de ce voyage l'imam Moussa Sadr, éminent responsable politique de la communauté libanaise chiite et le cheikh Mohammad Yacoub. Les trois hommes disparurent en même temps.

## Sa carrière
Dès son plus jeune âge, Abbas Bader el-Dine manifeste un goût prononcé pour la lecture. Doué et assidu, il montre certaines prédispositions pour les études. Après un cycle primaire à Nabatiyeh et secondaire à Achrafieh, il intègre l'université jésuite Saint-Joseph de Beyrouth d'où il sort diplômé en littérature arabe, avant de commencer une carrière dans la presse écrite où sa plume se fait rapidement remarquer. Il reçoit les très vifs encouragements et l'appui de M. Melhem Karam, président du syndicat des rédacteurs libanais, de M. Riad Taha, président de l'ordre de la presse et de M. Mohamed Baalbaki (qui lui succédera plus tard à ce poste).
Journaliste auprès de plusieurs agences, il s'illustre par de nombreuses publications et contributions dans, entre autres, le journal Al Moharrir de mouvance panarabe et socialiste, le magazine Sunday, les journaux Pensées de Joseph Hayek, Politique d'Abdallah Yafi, Nouvelles du Moyen-Orient de Riad Taha, et An Nahar appartenant au député et journaliste Ghassan Tuéni ; avant de fonder en 1959 sa propre agence de presse, la Wakalett Akhbar loubnan ou « Agence nouvelles du Liban ».
Il obtient une licence pour la création de l'agence auprès du président du Conseil des ministres Rachid Karamé, avec lequel il entretient une relation fraternelle, de confiance mutuelle et d'affection.
L'intelligence, l'ouverture d'esprit, la sociabilité et l'intégrité d'Abbas lui valent le respect et la sympathie de nombreux confrères et amis, journalistes, patrons de presse et hautes personnalités publiques de l'époque.

## Engagement intellectuel et politique
Au début des années 1960, une grande amitié, déterminante dans sa vie d'homme et sa carrière, va l'unir à l’imam Moussa Sader. Les deux hommes ont, en effet, en partage le même engagement en faveur des déshérités, le même discours patriote et unitaire, appelant à la tolérance et au rapprochement entre les différentes communautés religieuses du Liban.
Abbas Bader el-Dine conseille et assiste activement l'imam Moussa Sader dans la création le 19 décembre 1967 du Conseil supérieur chiite (CSC) (en arabe : المجلس الإسلامي الشيعي الأعلى), une institution alors inédite sur le plan national et régional, dont la fonction est de représenter et de revendiquer (pour la première fois de leur histoire) l'identité et les droits politiques et civiques des chiites au Liban. Abbas Bader el-Dine obtient un certain nombre de voix favorables et termine troisième lors de l'élection du Secrétaire général du CSC.
Continuant sur la même lancée, l'imam crée quelques années plus tard, en 1974, le « Conseil du Mouvement des dépossédés » (en arabe : حركة المحرومين /harakat al-mahroumin) qui vise au premier chef à poursuivre l'effort vers la voie de l'émancipation des chiites. Abbas Bader el-Dine joue une nouvelle fois un rôle actif au sein de cette structure en qualité de membre du bureau politique.
Voyant en lui tout à la fois un homme de confiance, un ami loyal et un conseiller avisé, l'Imam le charge fréquemment de missions délicates et lui demande de l'accompagner lors de nombreuses rencontres et déplacements à l'étranger, en particulier dans le voisinage arabe et ce, jusqu’en 1978, année de la première invasion israélienne au Liban.
L'engagement intellectuel et politique de A. Bader el-Dine au côté de l'imam, de même que le non négligeable réseau de relations dont bénéficie le journaliste-conseiller dans le milieu des médias, de la politique et des affaires, le conduisent à accueillir et à côtoyer au sein de délégations officielles de nombreux dignitaires, chefs d’État et hauts fonctionnaires influents parmi lesquels : les présidents libanais successifs Fouad Chehab et Charles Helou, le président égyptien Anouar el Sadate, le premier ministre Rachid Karamé, le mufti Abdel Amir Kabalan, le ministre de la Fonction publique (futur président de la république) René Moawad, etc.
Dans ses articles, Abbas Bader el-Dine se montre volontiers critique vis-à-vis de l'action paramilitaire menée par les fedayins palestiniens de l'OLP au Liban du sud. Ces derniers font des montagnes leur base arrière à partir de laquelle s'organisent les opérations contre le nord d’Israël.
À partir de 1975, soit un an après la création du Mouvement des dépossédés, éclate la guerre civile libanaise. Face aux impératifs d'autodéfense des habitants chiites du Liban du Sud, Sader crée la milice AMAL (branche armée du Mouvement des dépossédés) mais sans l'engager dans le conflit armé qui ronge la nation.
Alors que le Liban est en proie à une violence et à une instabilité grandissantes, l'imam Sadr, soucieux de stopper l'escalade guerrière avant qu'elle n'aboutisse à une conflagration régionale, entreprend la même année une série de visites officielles (de la dernière chance) en Syrie, en Jordanie, en Arabie saoudite, en Algérie, avant de se rendre en Libye d'où ni lui ni ses deux compagnons (A. Badr el-Dine et M. Yacoub) ne reviendront jamais…

## Sa disparition
Aperçus pour la dernière fois dans la Jamahiriyya le 31 août 1978, les trois hommes disparaissent dans des circonstances encore non élucidées, laissant leurs familles, amis, collègues et partisans dans le chagrin, le désarroi et la colère.
À tout juste 40 ans, Abbas Bader el-Dine laisse derrière lui une épouse éplorée, Zohra Moussa Yazbak (dont l'union fut célébrée par l'imam Sadr lui-même) et leurs trois jeunes enfants, Fadel, Nadine et Zaher.
Leur dernier hôte, le président libyen Mouammar Kadhafi est à ce jour tenu pour responsable par l’État libanais de cette brutale disparition. Bien qu'ayant toujours nié son implication, le colonel Kadhafi a fait l’objet (à la suite de la réouverture de l'enquête en 2004) d’une inculpation fin 2008 pour « incitation à l'enlèvement et à la privation de liberté » [des trois hommes] et d’un mandat d’arrêt prononcé par le juge d'instruction libanais Samih el-Hajj. Ces charges sont passibles de la peine de mort en vertu de la législation libanaise en vigueur sur le terrorisme.

## Les rebondissements de l'affaire
Depuis le début de la révolte libyenne, de nouvelles pistes concernant le sort de l'imam ont été avancées par des figures de l'opposition libyenne et un ex responsable du régime.
Certains témoignages permettent d'espérer que l'imam soit toujours en vie tandis que d'autres corroborent la thèse de l'assassinat. Bien que contradictoires, ces informations sont susceptibles de donner un nouvel élan à l'enquête, et pourraient bien marquer un tournant décisif dans la procédure judiciaire engagée par le Liban, ne laissant plus le moindre doute quant à la culpabilité du président libyen.
L'opposant Sami Al Masrati, a ainsi affirmé au journal Al-Alam le 21 février 2011 avoir aperçu la veille de l'entretien « un homme ressemblant à l'imam être transféré à bord d'un avion à l'aéroport d'Abraq (dans la ville libyenne d'Al Bayda) ».
Plus tôt, une autre figure de l'opposition, Abdolmajid Mansour, a indiqué que Moussa Sader est « en vie dans une prison de la ville centrale de Sebha ».
Dans une interview accordée au quotidien arabe Al Hayat le 23 février 2011, le représentant démissionnaire de la Libye auprès de la Ligue arabe, Abdel Moneim al-Honi, a affirmé quant à lui que l'imam Moussa Sadr a bien été assassiné et enterré en Libye, dans la région de Sebha.
Toutes les informations relayées ne font pas explicitement état du sort des deux compagnons de l'imam. Si cette seconde hypothèse (l'assassinat de l'imam Sadr) était avérée, la probabilité de retrouver en vie Abbas Bader el-Dine et le cheikh Mohammad Yacoub s'en trouverait fortement réduite pour ne pas dire quasi nulle.
Lors d'une visite en Mauritanie au début du mois d'août 2012, le ministre des Affaires étrangères libanais, Adnan Mansour, a assuré le président mauritanien Mohammad Ould Abdel Aziz de la disposition du Liban à coopérer étroitement avec les autorités mauritaniennes pour obtenir de nouvelles informations utiles à l'enquête. En effet, l'ex-chef du renseignement et beau-frère du colonel Kadhafi, Abdallah el-Senoussi, est emprisonné en Mauritanie depuis mars 2012, en attente de son jugement, après y être entré illégalement et sous une fausse identité. Ce dernier est par ailleurs recherché par la CPI et la Libye.